# Krężel, Hạt Gryfice
Krężel [ˈkrɛ̃ʐɛl] (tiếng Đức: Henkenheide) là một ngôi làng thuộc khu hành chính của Gmina Płoty, thuộc quận Gryfice, West Pomeranian Voivodeship, ở phía tây bắc Ba Lan.
Trước năm 1945, khu vực này là một phần của Đức. Đối với lịch sử của khu vực, xem Lịch sử của Pomerania.